# Inírida
Inírida (anciennement Puerto Inírida) est une municipalité colombienne, chef-lieu du département de Guainía.

## Histoire
Avant 1960, le secteur n'était que peu peuplé, majoritairement par des tribus autochtones. La ville a été établie en 1963 sus le nom de Puerto Inírida sur le site du village d'Obando. La municipalité a été renommée en 1974 « http://ssiglims.igac.gov.co/ssigl/datosLimites/94-DC-1593-1974a-In%EDrida.txt »(Archive.org • Wikiwix • Archive.is • Google • Que faire ?). Dans les années 1990 et 2000, grâce à l'exploitation grandissante des ressources du secteur, des efforts ont été faits pour contrôler la population locale. La présence militaire s'est également fortement accrue, car le secteur est considéré comme un bastion des FARC.

## Géographie
Localisé dans les Llanos, au confluent du río Inírida et du río Guaviare, elle se trouve juste à 30 km de la frontière avec le Venezuela.

## Économie
Les activités économiques principales dans la municipalité, hormis l'administration publique, sont l'agriculture, la pêche et l'élevage du bétail.
L'agriculture inclut la subsistance et la production de fibres à partir du pétiole des jeunes palmiers chiquichiqui (Bactris speciosa), servant à la fabrication de cordes, et le "Yaré", similaire au rotin, utilisé dans la production de meubles et de paniers.

## Démographie
Elle compte 10 891 habitants (2005). La société d'Inírida est composé à 53 % d'indigènes ; Curripacos, Puinaves et Piapocos, à 30 % de colonisateurs et 17 % d'autres groupes ethniques indigènes.

## Transports

### Aéroport
L'aéroport local connu sous le nom d'aéroport d'Obando possède une piste, datant de 2007, entretenu par une ligne aérienne, Satena, qui assure trois vols par semaine vers Bogota et un vol par semaine à Villavicencio. Cependant, l'aéroport de San Fernando de Atabapo au Venezuela n'est distant que de 30 kilomètres.